# Prionostemma vittatum
Prionostemma vittatum is een hooiwagen uit de familie Sclerosomatidae.